# Maurice Bourgès-Maunoury
Pour l’article homonyme, voir Bourgès.
Maurice Bourgès-Maunoury, né le 19 août 1914 à Luisant (Eure-et-Loir) et mort le 10 février 1993 à Paris 8e, est un homme d'État français, Compagnon de la Libération.

## Biographie
Maurice Bourgès-Maunoury est le fils de Georges Bourgès (1887-1974), ingénieur du génie maritime, président et administrateur de sociétés, et de Geneviève Maunoury (1892-1968).
Son grand-père maternel, Maurice Maunoury (1863-1925), fut ministre sous la Troisième République, et son arrière-grand-père, Pol Maunoury (1824-1899), fut député d'Eure-et-Loir.
Sa sœur, Simone Bourgès-Maunoury, née en 1925 et morte en 1993, psychologue et psychanalyste, chargée de cours aux facultés de lettres et sciences humaines de Paris, est l’auteur de l’ouvrage Approche génétique et psychanalytique de l’enfant (1975).

### Formation
- Élève de l'École polytechnique (X 1935)[4] ;
- licencié en droit et diplômé de l'École libre des sciences politiques.

### Engagement politique
Avant-guerre il est un des Jeunes-Turcs du Parti radical-socialiste, se situant donc dans l'aile gauche de ce parti.
Officier dans l'artillerie de 1935 à 1940, il s'engage dans la Résistance, où il participe à X-Libre et est ami de Jacques Delmas (surnommé Chaban dans la Résistance) et de Félix Gaillard. Blessé le 2 septembre 1944 dans le mitraillage de son train passant par Broye, il reçoit du général de Gaulle la croix de compagnon de la Libération. Il devient en 1945 commissaire de la République à Bordeaux.
En 1956, ministre de l’Intérieur, il refuse de rendre compte devant le bureau du parti radical de la politique algérienne contestée du gouvernement . Il n’acceptera de répondre à l’invitation du bureau de ce parti que le 10 avril 1957, et pour refuser violemment de se justifier face aux critiques des jeunes militants portés par la réorganisation du Parti voulue par Pierre Mendès France. À cette époque, la majorité des députés radicaux favorables à la participation gouvernementale menacent de rejoindre les partis nouveaux créés par des exclus, Edgar Faure et le maire de Nantes André Morice.

### Coopération avec Israël
En 1953, Shimon Peres est nommé directeur général du ministère de la Défense d'Israël. Dans cette fonction, il s'implique particulièrement dans l'achat d'armes pour le jeune État. Il se rend en France en 1954 et fait la rencontre d'Abel Thomas, directeur général du ministère de l'Intérieur, qui lui présente son ministre Maurice Bourgès-Maunoury. Ensemble, ils mettent en place une collaboration entre les services de renseignement dans la lutte contre l'ennemi commun égyptien, accusé par la France de soutenir les indépendantistes algériens. En 1956, Bourgès-Maunoury devient ministre de la Défense dans le gouvernement de Guy Mollet. Une étroite coopération franco-israélienne s'amorce. Les efforts de Peres sont efficaces et il réussit à acquérir, auprès de la France, le premier réacteur nucléaire de Dimona et, auprès de l'avionneur français Marcel Dassault, le Mystère IV, un avion de combat à réaction.

### Au gouvernement de la France
Il occupe les fonctions de président du Conseil des ministres :
- du 13 juin 1957 au 6 novembre 1957 : voir gouvernement Maurice Bourgès-Maunoury
succédant à Guy Mollet (gouvernement Mollet), et étant à son tour remplacé, le 6 novembre 1957, par Félix Gaillard (gouvernement Gaillard). Dans cette fonction, il fait ratifier le traité de Rome instituant la Communauté économique européenne.

Il assure également diverses fonctions ministérielles :
- secrétaire d'État au Budget du gouvernement Robert Schuman (1) (du 26 novembre 1947 au 26 juillet 1948) ;
- secrétaire d'État aux Forces armées du gouvernement André Marie (du 26 juillet au 5 septembre 1948) ;
- secrétaire d'État aux Forces armées du gouvernement Robert Schuman (2) (du 5 au 11 septembre 1948) ;
- ministre des Travaux publics, des Transports et du Tourisme du gouvernement Henri Queuille (2) (du 2 juillet au 12 juillet 1950) ;
- secrétaire d'État à la Présidence du Conseil du gouvernement René Pleven (1) (du 12 juillet 1950 au 10 mars 1951) ;
- secrétaire d'État à la Présidence du Conseil du gouvernement Henri Queuille (3) (du 10 mars au 11 août 1951) ;
- ministre adjoint de la Défense nationale du gouvernement René Pleven (2) (du 11 août 1951 au 20 janvier 1952) ;
- ministre de l'Armement du gouvernement Edgar Faure (2) (du 20 janvier au 8 mars 1952) ;
- ministre des Finances du gouvernement René Mayer (du 8 janvier au 28 juin 1953) ;
Il négocie des avances de la Banque de France et obtient des États-Unis une aide accrue en raison des besoins de la guerre d'Indochine.
- ministre du Commerce et de l'Industrie du gouvernement Pierre Mendès France (du 19 juin au 3 septembre 1954) ;
 Quitte le gouvernement en raison de l'échec de la CED.
- ministre des Travaux publics, des Transports et du Tourisme, par intérim du gouvernement Pierre Mendès France (du 14 août au 3 septembre 1954) ;
- ministre des Forces armées du gouvernement Pierre Mendès France (du 20 janvier au 23 février 1955) ;
- ministre de l'Intérieur du gouvernement Edgar Faure (2) (du 23 février au 1er décembre 1955) ;
 Quitte le gouvernement deux mois avant sa chute.
- ministre de la Défense nationale du gouvernement Guy Mollet (du 1er février 1956 au 13 juin 1957) ;
 Il est partisan d'une solution militaire en Algérie et il s'oppose à l'évacuation de Port-Saïd (expédition de Suez).
- ministre de l'Intérieur du gouvernement Félix Gaillard (du 6 novembre 1957 au 14 mai 1958) ;
 Il dut affronter une manifestation de policiers devant le Palais Bourbon en mars 1958.

### Sous laVeRépublique

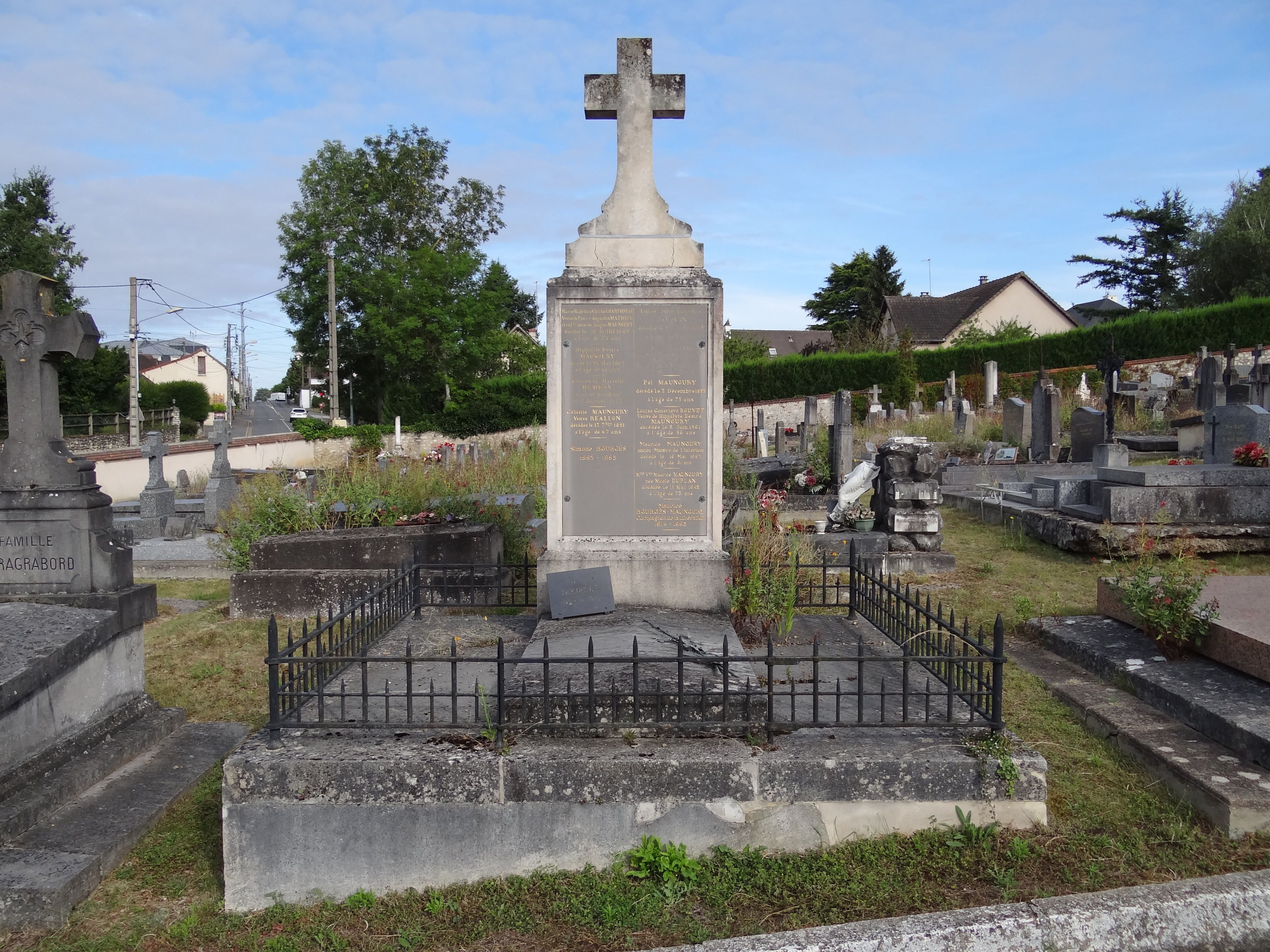
La tombe de Maurice Bourgès-Maunoury au cimetière Marceau de Luisant (Eure-et-Loir).

Il s'oppose au retour de de Gaulle au pouvoir et fait campagne contre la Constitution de la Ve République.
Il est candidat dans les Landes aux élections législatives de 1973. Mais, malgré le soutien de la majorité, il ne parvient pas à revenir à l'Assemblée nationale, battu par le député socialiste sortant Henri Lavielle.

### Vie privée
D'une première union, il a deux fils : Jacques et Marc.
De sa seconde union avec Jacqueline Lacoste, il a une fille : Florence-Emmanuelle qui a un fils : Noe Karakostopoulos.

## Distinctions
- Chevalier de la Légion d'honneur
- Compagnon de la Libération (décret du 12 septembre 1944)[9]
- Croix de guerre 1939-1945 (deux citations)
- Médaille de la Résistance française avec rosette (3 aout 1946)[10]
- Ordre du Service distingué (GB)
- Legion of Merit (USA)

## Mandats électifs
- 1946-1958 : député de la Haute-Garonne ;
- maire de Bessières (Haute-Garonne) de 1964 à 1971 ;
- conseiller général du canton de Montastruc-la-Conseillère de 1949 à 1973.